# Njupeskär
Der Njupeskär ist mit 125 Meter Höhe, davon 90 Metern in freiem Fall der höchste Wasserfall in Schweden. Er liegt in der Provinz Dalarnas län nahe der norwegischen Grenze am Nordostrand des Fulufjäll-Gebirges und ist eine der größten Attraktionen des Nationalparks Fulufjället.
Im Nordosten des Fulufjälls stürzt das Wasser des Baches Njupån aus den am Gipfelplateau liegenden Seen Storrörsjön und Lissrörsjön über eine zwischen 800 m und 900 m ö.h. liegende Steilstufe in eine schroffe Schlucht hinab. Nach wenigen Kilometern mündet der Njupån bei der Ortschaft Mörkret in den Fluss Fuluälven.
Nahe Mörkret liegt das Besucherzentrum des Nationalparks Fulufjället, von wo aus markierte Wanderwege, die teilweise auch als Lehrpfade gestaltet sind, zum und um den Njupeskär führen. Im Winter ist der Njupeskär ein beliebtes Ziel von Eiskletterern.

## Entstehung
Der 900 Millionen Jahre alte Sandstein des Fulufjället enthält leicht verwitternden Diabas, der vom Wasser schnell erodiert wird. So entstand der Njupeskär durch rückschreitende Erosion, indem das vom Fjällplateau herabstürzende Wasser das Gestein des Gebirges immer weiter abtrug. Dieser Prozess ist hier seit vielen Millionen Jahren im Gange und dauert immer noch an.

## Karte
- Fulufjället-Sälen. In: Lantmäteriet (Hrsg.): Fjällkartan 1:100 000. W2. Gävle 2007, ISBN 978-91-588-9465-5 (Wanderkarte).